# Calymmaria siskiyou
Calymmaria siskiyou là một loài nhện trong họ Hahniidae.
Loài này thuộc chi Calymmaria. Calymmaria siskiyou được miêu tả năm 2004 bởi Heiss & Draney.